# Copa de Papúa Nueva Guinea
La Copa de Papúa Nueva Guinea, también conocida por razones de patrocinio como Besta Cup, es el principal torneo de copa en Papúa Nueva Guinea, siendo disputada desde 1988.

## Palmarés
| Temporada | Campeón      | Resultado   | Subcampeóm         |
| --------- | ------------ | ----------- | ------------------ |
| PNGFA Cup |              |             |                    |
| 1988      | Lae City FC  | 2-0         | Adama              |
| 1990      | Madang FC    |             |                    |
| 1991      | Port Moresby |             |                    |
| 2003      | Madang FC    | 3-1         | Lae City FC        |
| 2006      | Finschhafen  | 1-1*        | Port Moresby       |
| Besta Cup |              |             |                    |
| 2011      | Lae City FC  | 3-1         | Public Servants SA |
| 2012      | Lae City FC  | 7-0         | Boungaville FC     |
| 2014      | Manus        | 3-2         | Lae City FC        |
| 2015      | Manus        | 1-0         | Madang FC          |
| 2016      | Desconocido  | Desconocido | Desconocido        |
| 2017      | Madang FC    | 0-0 (5-4p)  | PMSA               |
| 2018      | Morobe       | 3-0         | Almani             |
| 2019      | Morobe       | 1-1**       | NCD PSSA           |

*Finschhafen ganó la copa de 2006, pero se desconoce si fue en tiempo extra o en tanda de penales.
**Morobe ganó la copa de 2019 en la tanda de penales, pero se desconoce el resultado.